# Yarlung Tsangpo

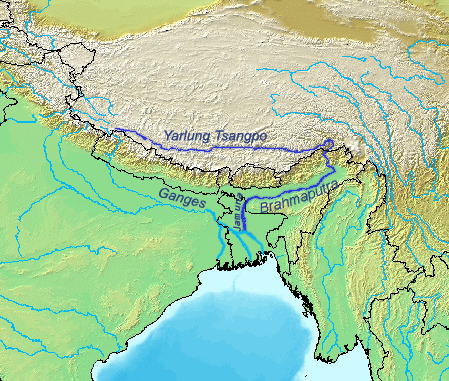
Karta över Sangpo-floden.

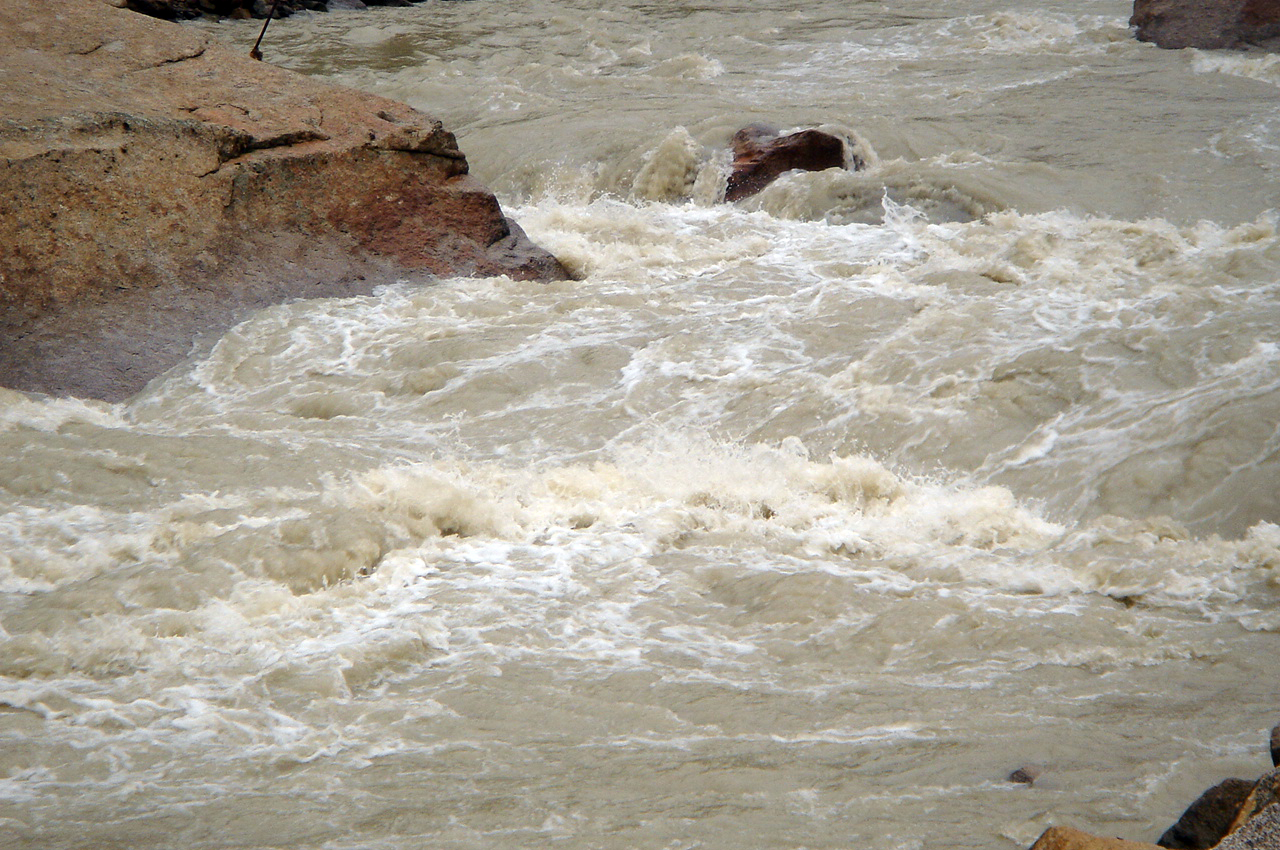
Sangpo.

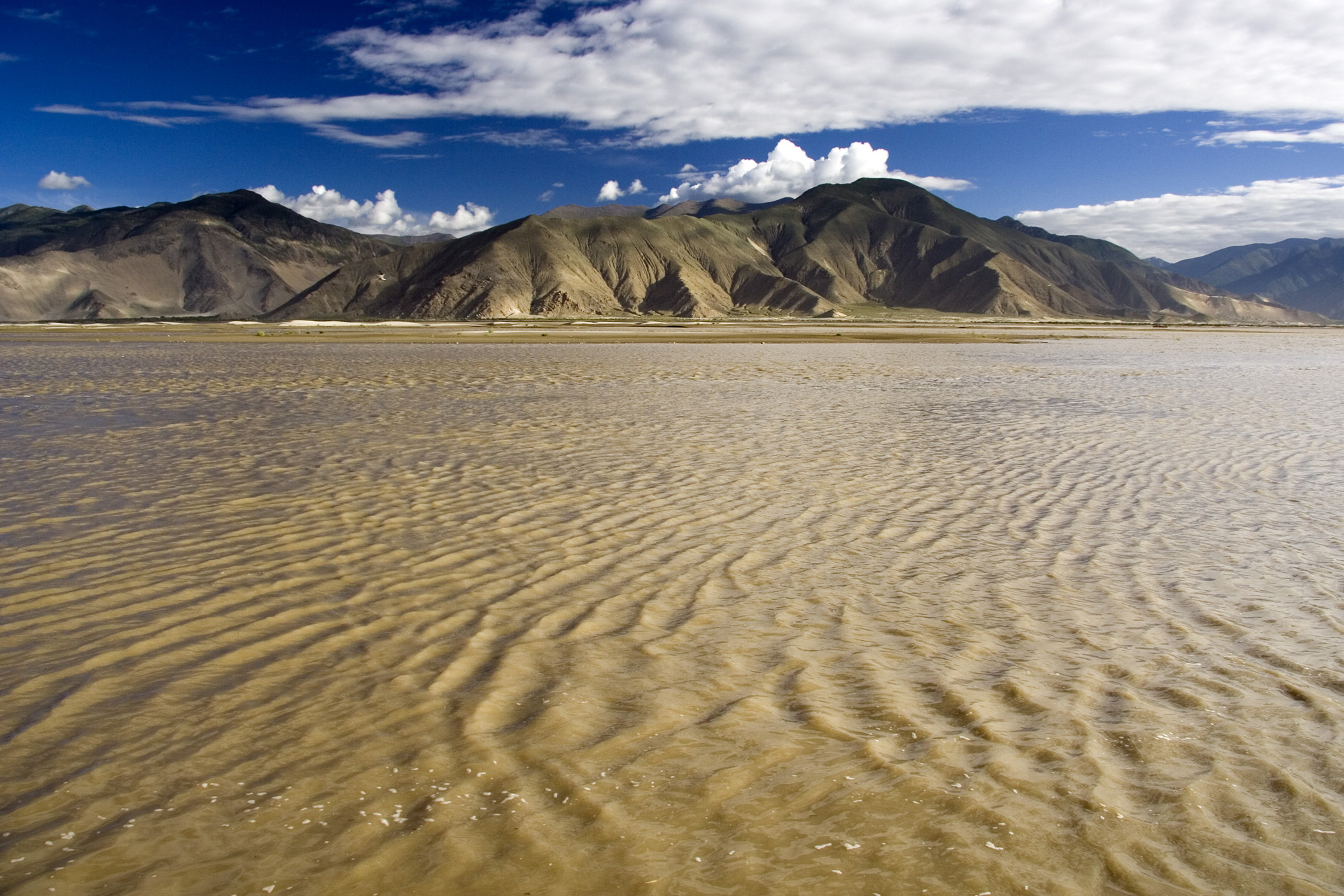
Sediment i Sangpo-floden.

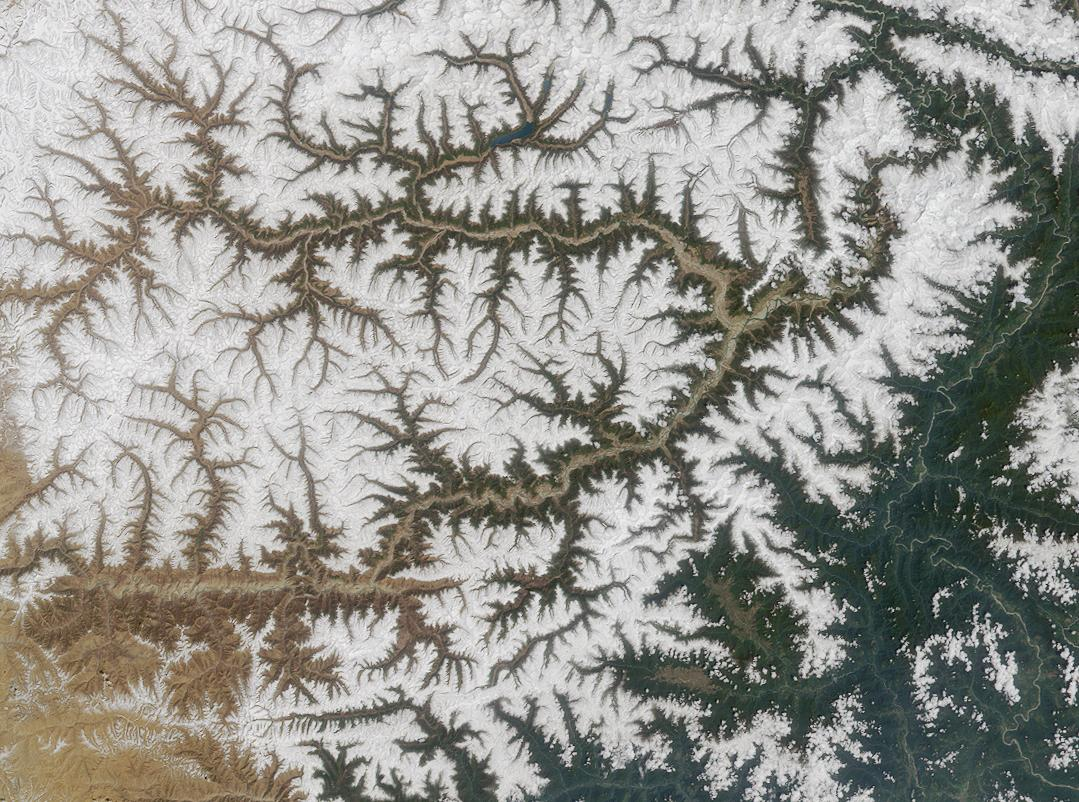
Sangpo på dess väg genom Tibet, med topparna Namche Barwa och Gyala Peri.

Yarlung Tsangpo (tibetanska: ཡར་ཀླུངས་གཙང་པོ་, wylie: yar kLungs gTsang po) eller Yarlung Zangbo (kinesiska: 雅鲁藏布江, pinyin: Yǎlǔ Zàngbù Jiāng) kallas en flod som har sin upprinnelse i Yarlungdalen i Tibet, Kina. Den passerar sedan delstaterna Arunachal Pradesh och Assam i Indien och mynnar slutligen i Bangladesh i Bengaliska viken. Eftersom floden passerar flera nationsgränser, har den åtminstone tre olika namn på olika språk.I Tibet kallas den Yarlung Tsangpo, i Arunachal Pradesh kallas den Dikrong/Dihang/Siang, i Assam kallas den Brahmaputra och i Bangladesh kallas den Jamuna och Meghna.
I sydöstra Tibet formar Yarlung Tsangpo en kanjon som anses vara världens längsta (504,6 km) och djupaste (6 009 m).